# Averardo Ciriello
Averardo Ciriello (Milano, 28 maggio 1918 – Roma, 5 novembre 2016) è stato un illustratore italiano.

## Biografia
Nato Milano, vissuto a Trieste e poi tornato nel capoluogo lombardo, a 17 anni già disegna e a 24 anni debutta come vignettista sul settimanale Acqua salata per raggiungere poi, nel 1945, le pagine del’importante pubblicazione Intrepido di Cino Del Duca, edita ancora in formato giornale.	
Il successo gli arriva con le pin-up ammiccanti delle copertine della rivista 7Sette (poi Otto e Otto volante) che lo trasforma nel vero erede di Gino Boccasile. 
Negli anni Cinquanta crea vignette e copertine per Marc'Aurelio e la Domenica del Corriere iniziando una carriera di cartellonista per il cinema che gli porterà grande fama, realizzando illustrazioni per film come Divorzio all’Italia o Il Casanova di Fellini.
Nel periodo dei fumetti sexy diventa infine l’illustratore di maggior successo delle copertine di nudo, recuperando gli stilemi delle pin-up giovanili, realizzando scene entrate nelle memoria del costume per le copertine di Lucifera e Maghella.